# Nicolae Pojoga
Nicolae Pojoga (n. 17 aprilie 1950, Ciuciuleni, Hîncești – d. 19 ianuarie 2025, Chișinău) a fost un corespondent⁠(d), fotograf, cameraman de război și profesor universitar moldovean, cunoscut pentru documentarea în imagine a evenimentelor din timpul Revoluției Române, războiului din Nagorno-Karabah, războiului din Transnistria și a mișcării de eliberare națională, inclusiv arborarea tricolorului pe clădirea Președinției.

## Biografie

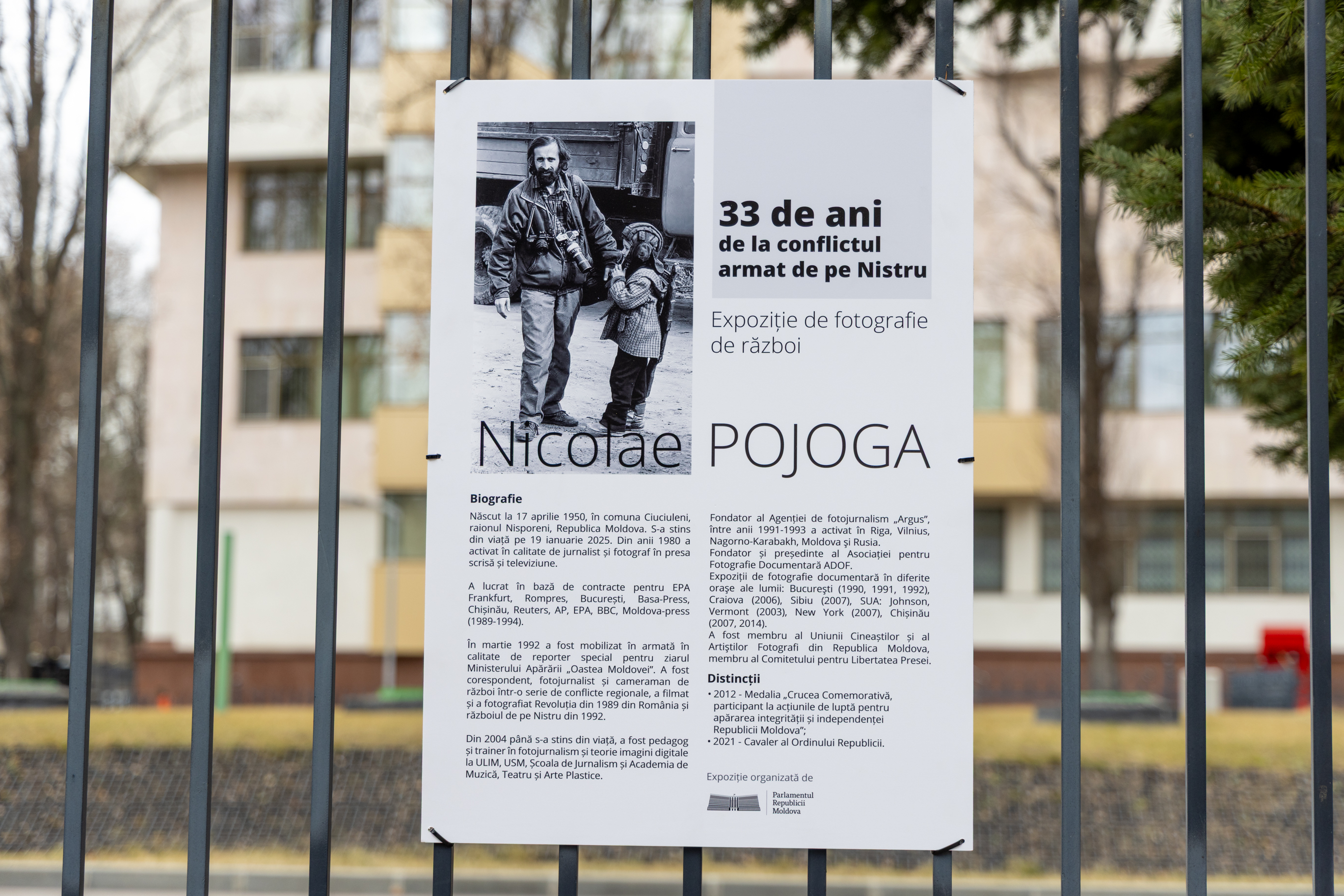
Material al expoziției de fotografii ale lui Nicolae Pojoga care ilustrează conflictul armat de pe Nistru

S-a născut la 17 aprilie 1950 în satul Ciuciuleni din raionul Nisporeni (în prezent în raionul Hîncești). În 1972 a absolvit Facultatea de Fizică și Matematică la Universitatea de Stat din Moldova (USM), după care a urmat mai multe cursuri internaționale pentru jurnaliști și fotografi. Și-a început activitatea în anii 1980 ca jurnalist-fotograf în presa scrisă și televiziune. Ulterior, a fost lector la USM, ULIM și la Academia de Muzică, Teatru și Arte Plastice.
A fost membru al Uniunii Cineaștilor din Moldova și al Artiștilor Fotografi din Republica Moldova. În anul 2012 a fost distins cu medalia „Crucea comemorativă, participant la acțiunile de luptă pentru apărarea integrității și independenței Republicii Moldova”. În 2021, pentru realizări de excepție, spirit civic și implicare plenară în viața societății, Nicolae Pojoga a fost decorat cu Ordinul Republicii.
S-a stins din viață pe 19 ianuarie la vârsta de 74 de ani.

## Galerie de imagini

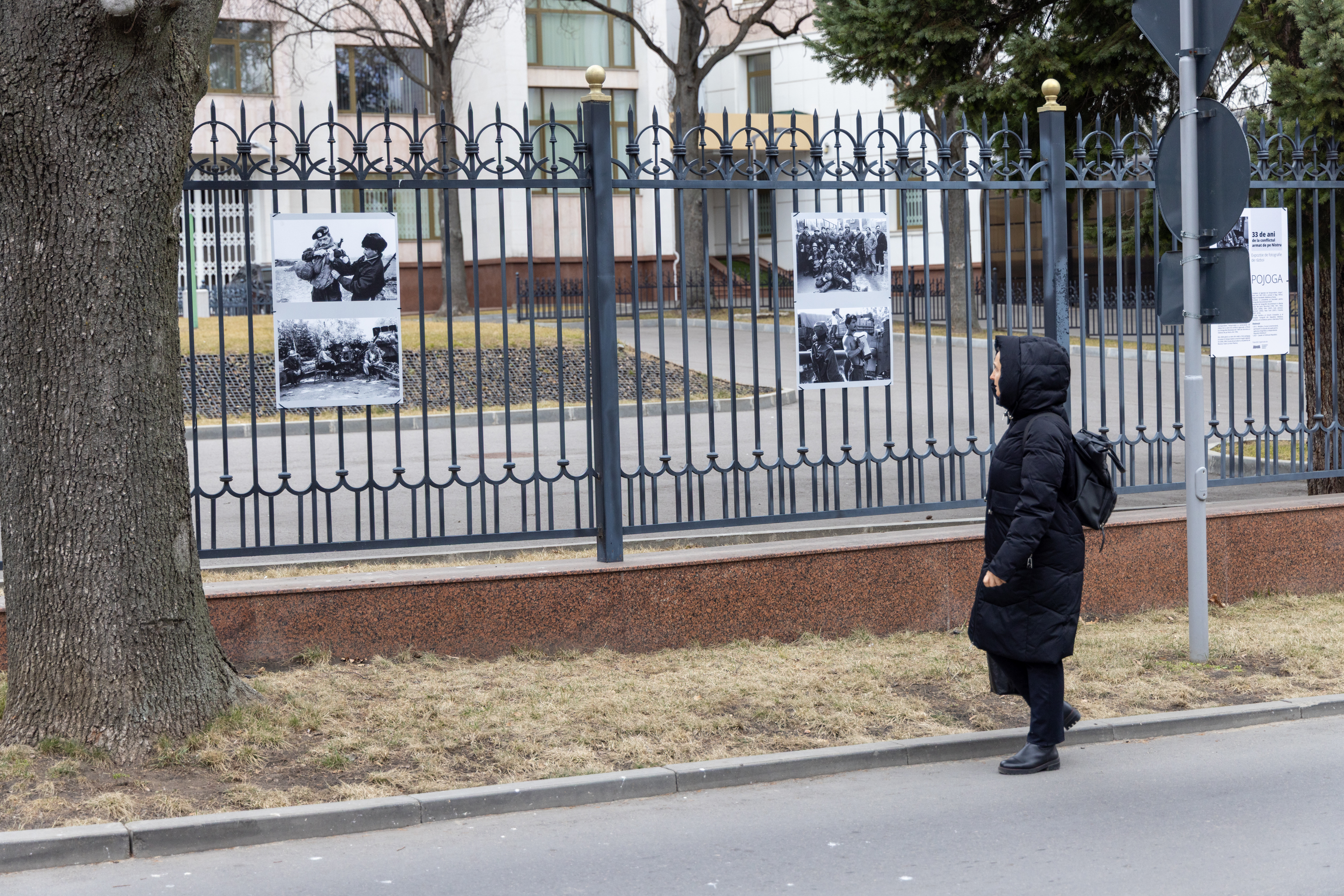
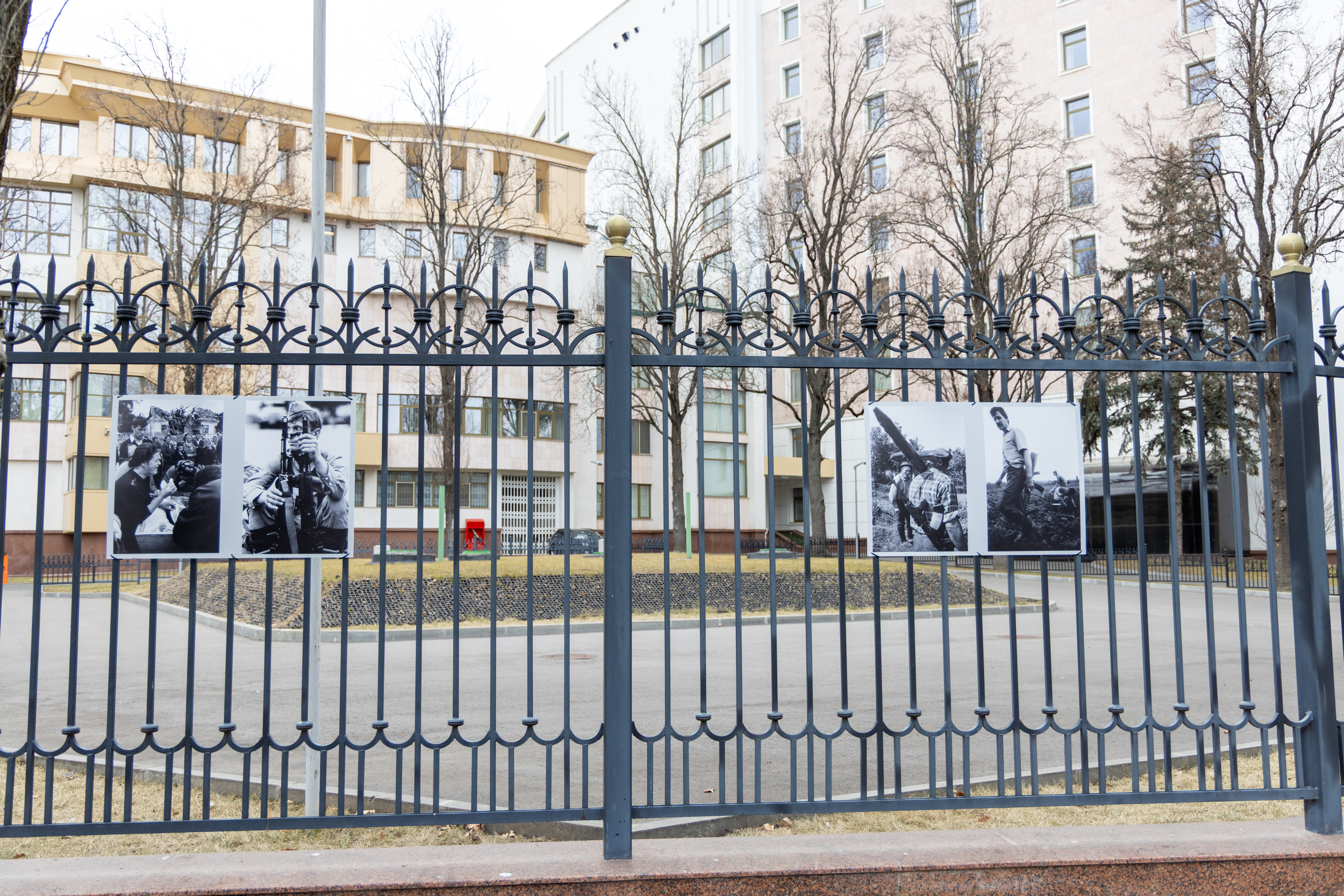
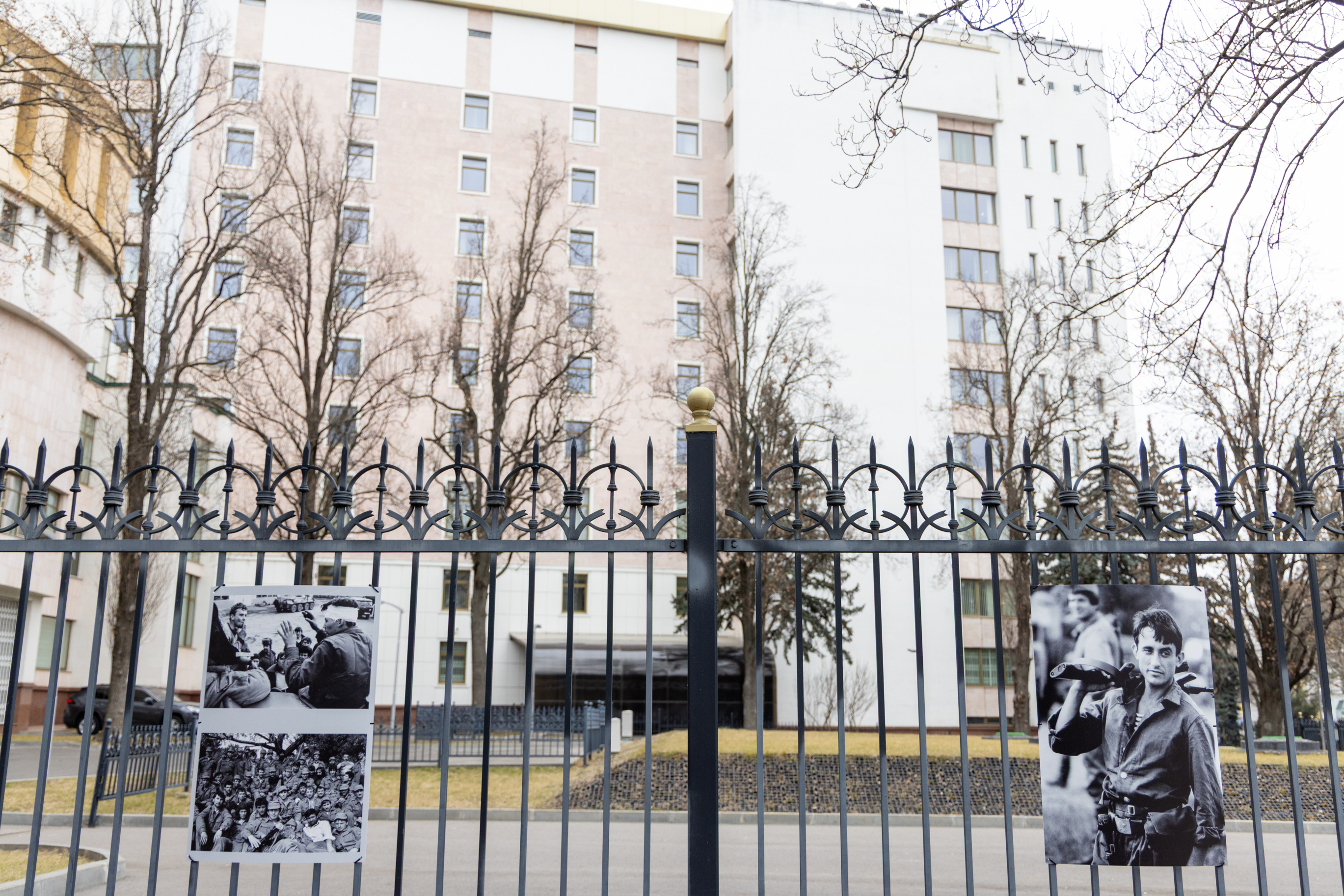
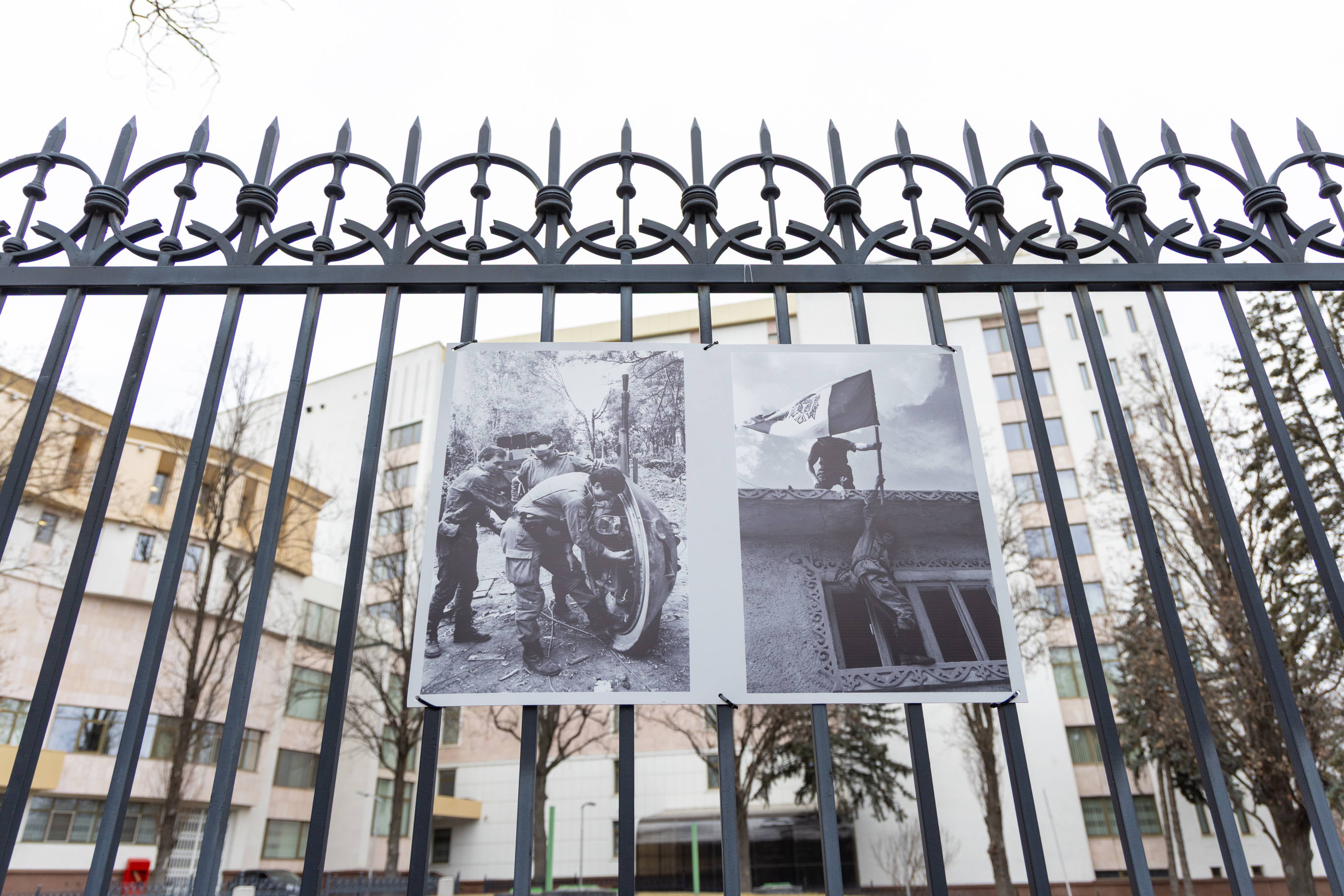
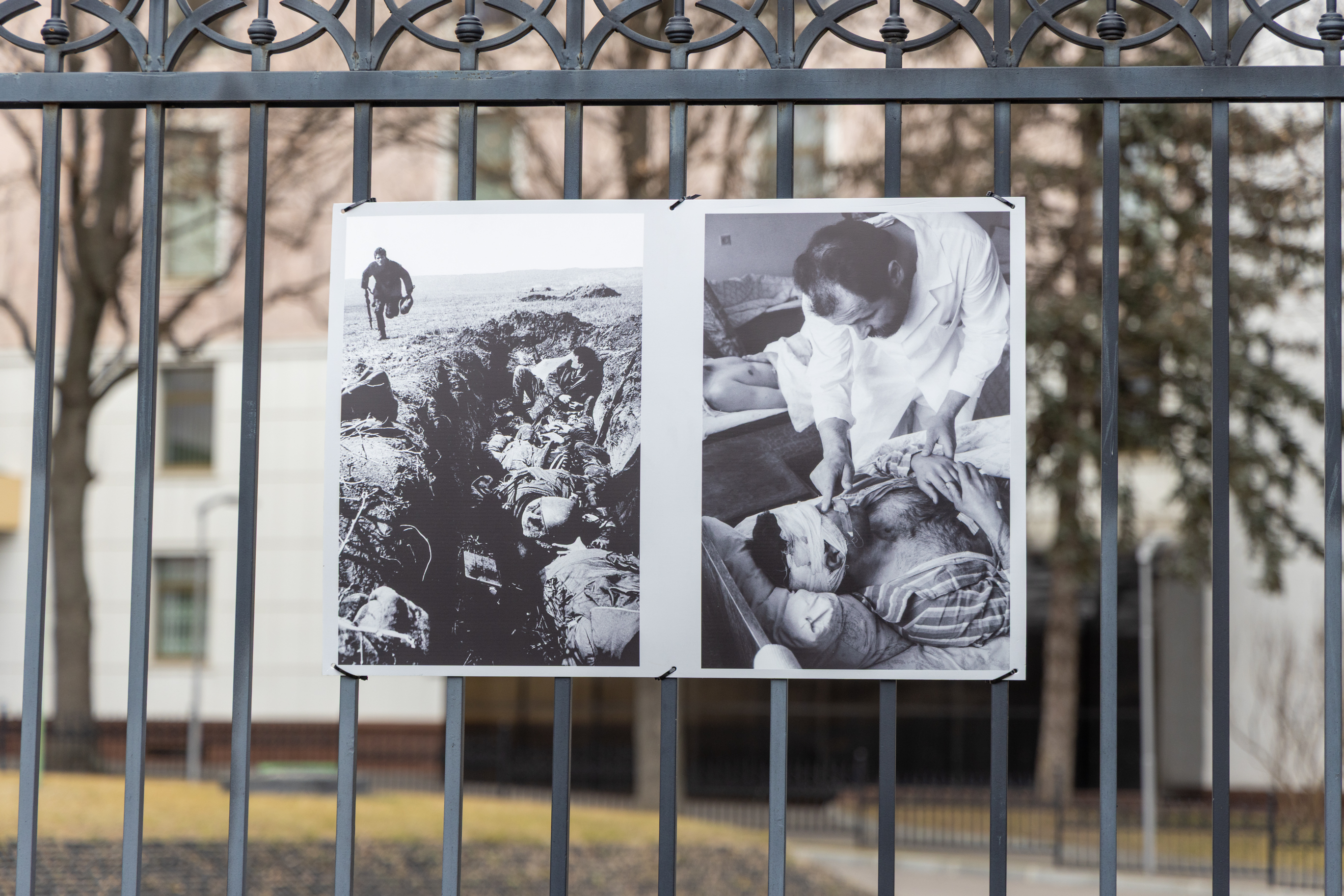
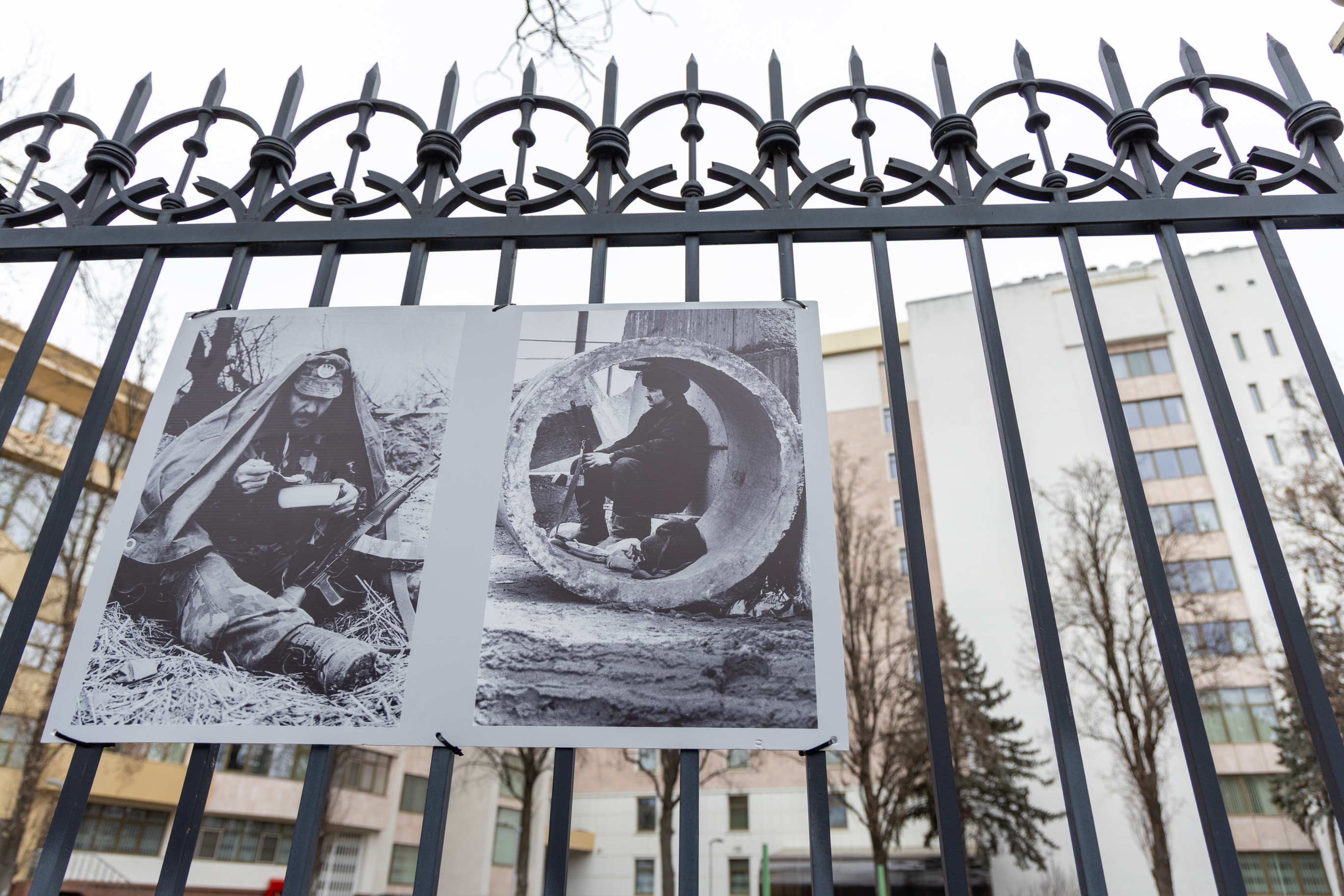
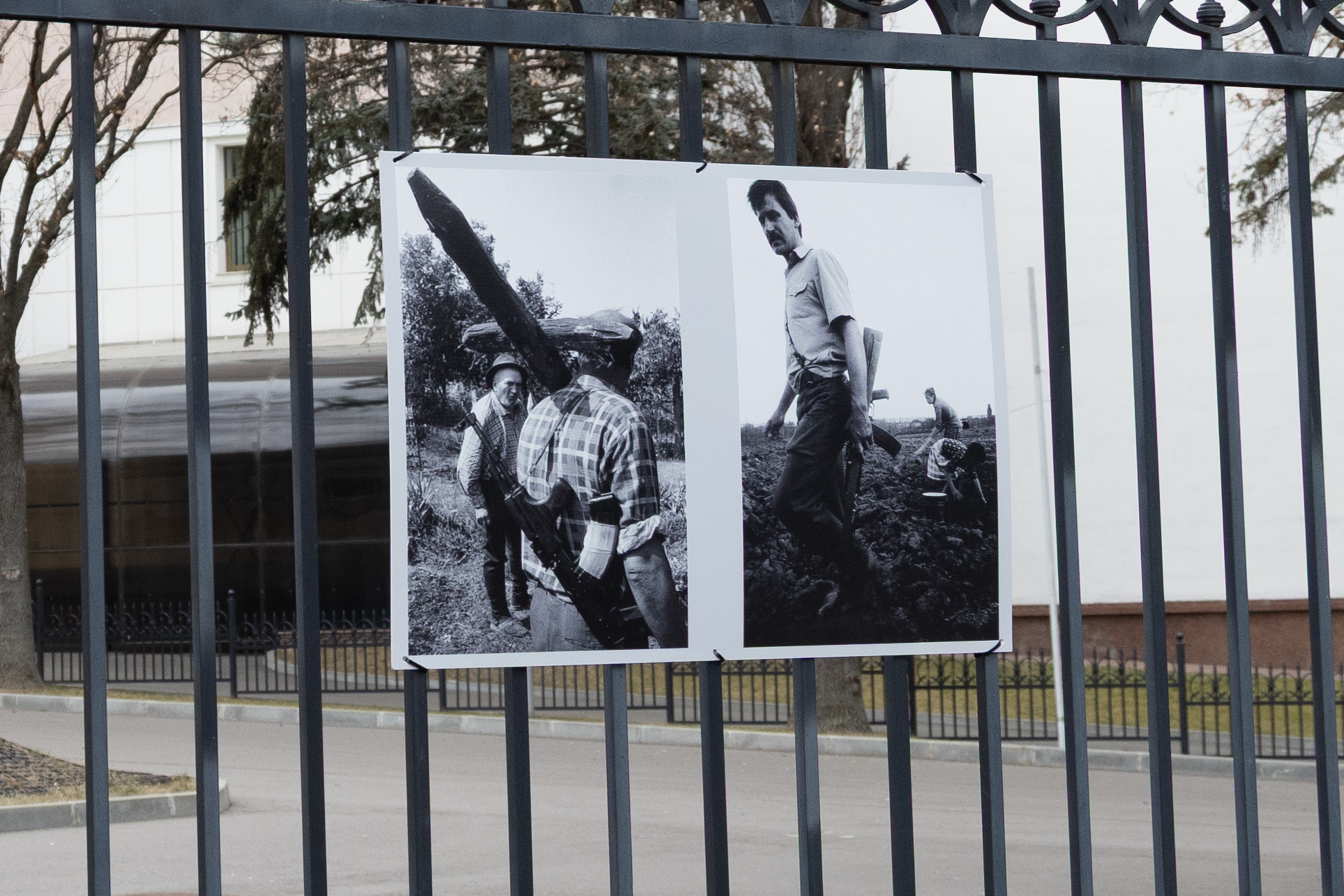

Expoziția de fotografii ale lui Nicolae Pojoga din martie 2025, cu ocazia împlinirii a 33 de ani de începerea războiului din Transnistria

## Legături externe
- Materiale media legate de Expoziție de fotografii ale lui Nicolae Pojoga care ilustrează conflictul armat de pe Nistru la Wikimedia Commons
- „Nu te vom uita, maestre”: S-a stins din viață fotojurnalistul Nicolae Pojoga Agora, 19.01.2025
- A murit fotojurnalistul și pedagogul Nicolae Pojoga ZDG, 19.01.2025